# Реванш (фильм, 1978)
«Реванш» (рум. Revanșa) — румынский художественный фильм 1978 года, снятый режиссёром Серджиу Николаеску. Второй фильм из цикла приключений комиссара Миклована. Развязка неожиданна, как и в предыдущем фильме.

## Сюжет
Зима 1941 года, Вторая мировая война идёт полным ходом, и внимание немцев приковано к Восточному фронту. Между румынскими коллаборационистами тем временем завязалась настоящая война за власть. Железногвардейцы пытаются всеми правдами и неправдами отстранить от власти старого маршала Антонеску.
Прошло одиннадцать месяцев с момента концовки, показанной в фильме «Комиссар полиции обвиняет». Советский зритель уже было решил, что отважный комиссар погиб, так как режиссёр изначально не планировал превращать фильм об отважном комиссаре в трилогию и тетралогию, но нет, он выжил. С шестью пулевыми ранениями он был прооперирован и почти через год встал на ноги. Парайпан, как оказалось, тоже был очень живуч и вернулся в этой серии, чтобы вновь сойтись с комиссаром в смертельном противостоянии. Ситуация для Миклована осложняется наводнившими Румынию фашистами, так что в этом фильме он мстит и за себя, и за Родину.

## В ролях
| Актёр              | Роль                                                      |
| ------------------ | --------------------------------------------------------- |
| Серджиу Николаеску | Тудор Миклован , бывший комиссар полиции Бухареста        |
| Георге Диникэ      | Парайпан , предводитель боевого крыла партии легионеров   |
| Йон Бесою          | Завояну , префект полиции Бухареста                       |
| Амза Пелля         | Пырву , предводитель румынских коммунистов — подпольщиков |
| Мирча Албулеску    | Гайслер , фашистский уполномоченный                       |
| Юрие Дарие         | Константин Давид коммунист                                |
| Коля Рэуту         | Григоре Маимука , комиссар легионеров                     |
| Ион Дикисяну       | Кернеску , командир легионеров                            |